# Batura II
Le Batura II est un sommet du massif du Batura Muztagh, dans le Karakoram au Pakistan, qui culmine à 7 762 m. Il a été gravi pour la première fois le 11 août 2008 par Kim Chang-ho et Choi Suk-mun, membres d'une équipe de neuf alpinistes sud-coréens, dans le cadre d'une expédition pour célébrer le 90e anniversaire de l'Université de Séoul. C'était alors le plus haut sommet vierge du monde, depuis l'ascension du Namcha Barwa (7 782 m) le 30 octobre 1992.

## Tentatives
En 2002, une expédition allemande composée, de Tilo Dittrich, Günter Jung, Jan Lettke, Tom Niederlein, Christian et Markus Walter, monta jusqu'à 7 100 m avant de renoncer devant les conditions de neige. Markus Walter refit une tentative avec le Britannique Bruce Normand, renonçant vers 6 600 m.
En 2005, l'Italien Simone Moro et l'Américain Joby Ogwyn firent une tentative en style alpin mais durent renoncer après que Ogwyn eut été touché par une avalanche.